# برنهارد باور
برنهارد باور (بالألمانية: Bernhard Bauer)‏ هو متزحلق جبال الألب ألماني، ولد في 10 أكتوبر 1967 في Unterwössen ‏ في ألمانيا.

## وصلات خارجية
- برنارد باور على موقع الاتحاد الدولي للتزلج (التزلج على المنحدرات الثلجية) (الإنجليزية)
- برنارد باور على موقع الاتحاد الدولي للتزلج (التزلج على المنحدرات الثلجية) (الإنجليزية)
- برنارد باور على موقع أوليمبيديا (الإنجليزية)